# Thịt lạp
Thịt lạp là loại thịt hun khói bằng cách treo trên gác bếp của đồng bào các dân tộc thiểu số ở Đông Nam Á như Lào, Thái Lan và Việt Nam, thường được làm cho dịp Tết năm mới.

## Cách làm
Lợn được phanh ra, xả khổ thịt theo dọc xương sườn, mỗi rẻ xương sườn một khổ. Lợn nhỏ thì mỗi khổ chừng 0,7 đến 0,9 kg, lợn to mỗi khổ chừng hơn 1 kg, chân giò thì khoanh cả khoanh.
Sau đó, thịt được bỏ lên nia xát muối (nếu là loại muối có trộn iod thì phải rang kỹ, giã nhỏ), bóp rượu, bóp nước vắt từ một loại lá chuyên dùng để ướp thịt, rồi cho vào chảo ủ ba đến bốn ngày, sau đó rửa nước đun sôi để nguội, phơi ráo nước rồi treo trên gác bếp hun khói liên tục. Ngoài việc sấy lửa, để cho thịt thơm, ngon, còn phải lấy bã mía và ngải cứu rừng hun thịt. Khi những khổ thịt treo trên gác bếp được ướp rượu, gia vị, thịt "ăn khói" khô dần. Khi lớp da thịt nạc chuyển sang màu bồ hóng, lớp mỡ chuyển sang màu trong là có thể yên tâm để ăn dần trong cả năm mà vẫn không lo thịt bị mất chất.

## Món ăn với thịt lạp
Thịt lạp có thể dùng để xào gừng, xào rau cải, xào giá đậu tương. Khi ăn, thịt lạp được lấy từ trên gác bếp xuống, cho vào chảo nước, bỏ một nhúm gạo vào đun sôi một lúc rồi mang ra rửa sạch. Sau đó thái thịt thành miếng mỏng, đủ cả bì, mỡ, thịt nạc. Thịt cho vào chảo xào cùng với loại rau cải của đồng bào hoặc giá đậu tương.

## Yêu cầu của món ăn
Thịt lạp phải đạt yêu cầu bì giòn, mỡ trong, không ngấy, thịt nạc đậm, tơi từng thớ.